# Atentado en el mercado de Moscú
El atentado en el mercado de Moscú fue un ataque terrorista que ocurrió el 21 de agosto de 2006 cuando una bomba casera fabricada con más de un kilogramo de dinamita fue explotada en el Mercado Cherkízovsky, el cual era frecuentado por comerciantes extranjeros (mayormente gente de Asia central y del Cáucaso). En el año 2008, ocho miembros de la organización racista “El Salvador” (Спас) fueron sentenciados por sus roles en el ataque.
Muchos comerciantes del mercado eran de Asia y el Cáucaso. Al 3 de octubre de 2006, se confirmó la muerte de 13 personas: seis ciudadanos de Tayikistán, tres ciudadanos de Uzbekistán, dos ciudadanos de Rusia, una mujer de Bielorrusia y un hombre que era ciudadano chino. Ocho personas murieron en el lugar, dos en el hospital el mismo día del atentado y tres en una fecha posterior. La última persona que murió a causa del atentado fue un ciudadano de Tayikistán que murió el 28 de septiembre de 2006 en un hospital.
Dos sospechosos de etnia rusa fueron arrestados y el fiscal general de Moscú, Yuri Syomin, los acusó de asesinato por motivos raciales. La oficina del fiscal acusó oficialmente a tres estudiantes universitarios, Oleg Kostyrev, Ilya Tikhomirov (ambos de 20 años) y Valeri Zhukovtsev (18 años) por un cargo de asesinato por motivos raciales el 22 de agosto. La investigación policial finalizó el 7 de agosto de 2007.
Según la investigación, Kostyrev, Tikhomirov y Zhukovtsev eran miembros de la organización paramilitar nacionalista El Salvador. El líder del club, Nikolay Korolyov (un ex oficial del Servicio Federal de Seguridad de la Federación de Rusia), y dos miembros más de la organización, Sergei Klimuk y un estudiante de la academia de policía Nikita Senyukov, fueron acusados conjuntamente con Kostyrev, Tikhomirov y Zhukovtsev por los cargos de asesinato, terrorismo, organización una banda criminal y producción y almacenamiento ilegal de explosivos. Senyukov también fue acusado formalmente por el asesinato de un estudiante armenio en un metro. Al parecer, los conspiradores habían realizado numerosas explosiones antes, sin víctimas, como volar tiendas que pertenecían a azerbaiyanos, un albergue de refugiados armenios y un consultorio de un vidente nacido en Georgia.
El 15 de mayo de 2008, después de un juicio cuyo veredicto los encontró culpables, Korolyov, Klimuk, Tikhomirov y Kostyrev fueron sentenciados a cadena perpetua. Zhukovtsev recibió 20 años de prisión, Senyukov, 13 años y los dos estudiantes que llevaron la bomba al mercado, Dmitri Fedoseyenkov y Nikolai Kachalov, recibieron solo 2 años (el tribunal decidió que no eran parte de la "organización criminal"). Posteriormente, ese mismo mes, los condenados interpusieron un recurso de apelación ante la Corte Suprema. Fedoseyenkov y Kachalov fueron puestos en libertad el 20 de marzo de 2009 después de cumplir su condena. Las apelaciones de otros convictos aún estaban en curso en ese momento.
En agosto de 2010, se anunció que Korolyov y Kostyrev también eran sospechosos del asesinato de un ciudadano chino por apuñalamiento en Moscú el 19 de mayo de 2006.